# Papieranfaserung
Als Papieranfaserung bezeichnet man eine Technik der Papierrestaurierung zur Ergänzung von Fehlstellen (Löcher, abgerissene Ecken etc.) im Papier. Auf das auf einem feinen Sieb liegende beschädigte Blatt Papier wird eine Faserstoffsuspension (Papierfasern fein verteilt in Wasser) gegeben. Das Wasser wird nach unten durch das Sieb entzogen, die Papierfasern sammeln sich auf dem Sieb im Bereich der Fehlstellen und Blattkanten. Die Fasern verfilzen miteinander und bilden ähnlich wie bei der Papierherstellung neues Papier dort, wo das Originalpapier fehlt. Somit verleihen sie dem Papier neue Stabilität und Festigkeit, wodurch es wieder benutzbar wird.

## Ablauf der Papieranfaserung
Es gibt eine große Anzahl von Geräten und Maschinen zur Anfaserung, von selbstgebauten Anfaserungskästen über professionelle Geräte zur Einzelanfaserung bis hin zur Langsiebanfaserungsmaschine, wo die Blätter auf einem Transportsieb durch die Anfaserungseinheit geführt werden. Das Grundprinzip der Anfaserung ist jedoch immer dasselbe.
Auf ein wasserdurchlässiges Material, ähnlich der Schöpfform der Papiermacher, wird das beschädigte Blatt auf einem Trägervlies aufgelegt. Vor dem Kontakt mit den wässrigen Behandlungslösungen muss geprüft werden, ob die verwendeten Schreibstoffe, also Tinten, Tuschen oder Stempel, wasserempfindlich sind und zunächst fixiert werden müssen. Das beschädigte Blatt muss vor dem Anfasern gründlich befeuchtet werden.
Die Schöpfform wird nun mit Wasser geflutet, über dem beschädigten Blatt wird die stark verdünnte Faserstoffsuspension dazugegeben. Dann wird das Wasser aus der Schöpfform gelassen und durch das Sieb nach unten gesaugt. Die Papierfasern werden auf dem Trägervlies zurückgehalten. Ein aufgelegtes Blatt bildet im Faserstrom ein Hindernis, so dass sich die einzelnen Papierfasern nur an den Stellen des Trägervlieses absetzten können, an denen kein Hindernis die Strömung beeinflusst. Die Fehlstellen des Blattes und alle freiliegenden Siebteile werden mit verfilzten Fasern, also mit neuem Papier bedeckt, die noch erhaltenen Teile des Blattes bis auf eine ca. 1 mm breite Überlappung jedoch nicht.
Nach der Anfaserung gilt es, die sehr wasserhaltige und sehr labile Kombination aus Original und Anguss zu stabilisieren. Daher wird das Blatt umgehend mit Hilfe des Trägervlieses herausgehoben und getrocknet. Normalerweise erfolgt die Trocknung unter Druck. Der Trocknungsprozess frisch angefaserter Blätter hat in der Regel folgende Zielstellungen:
- Vermeidung der Ausbildung von Spannungen zwischen alten und neuen Blattbereichen
- Erhaltung der originalen Oberflächenstruktur des Papiers
- Egalisierung der optischen Unterschiede zwischen Original und Aufguss

## Prozesse im Papier während der Anfaserung
Der Halt zwischen Original und Anfaserung entsteht durch die Überlappung von Fasern, was in aller Deutlichkeit bei glatten Fehlstellenrändern (Schnittkanten, Wurmlöcher) sichtbar wird. Dieser Zusammenhalt des Papiers ist vor allem der Wasserstoffbrückenbindung zu verdanken. Durch die Anwendung von Druck und erhöhter Temperatur bei der Anfaserung und bei der Papierherstellung kann die Wasserstoffbrückenbildung intensiviert werden.
Die Festigkeit des Papiers, abgesehen von der Beschaffenheit des Fasermaterials und ohne dass dabei Bindemittel oder Leimungsvorgänge beteiligt sind, wird gewährleistet
- durch die Verfilzung der Fasern untereinander
- durch die Adhäsion zwischen den Fasern
- durch die Ausbildung der Faser-Faser-Bindung

Eine zusätzliche Stabilisierung lässt sich z. B. durch das Nachleimen oder durch das ein- oder beidseitige Aufbringen von dünnem Seiden- oder Japanpapier direkt im Anschluss an die Anfaserung erzielen. Dies ist besonders bei Papieren üblich, die aufgrund von zahlreichen Rissen, großen Fehlstellen, Abbau durch Mikroorganismen o. ä. eine geringe mechanische Festigkeit aufweisen.

## Probleme bei der Papieranfaserung
Die Grundproblematik des Anfaserns liegt in der Unterschiedlichkeit der Dehnungsfaktoren der gealterten und neuen Fasern. Ihre Kombination stellt lediglich einen Kompromiss dar. Wie alle Nassverfahren kann auch das Papieranfasern Formatveränderungen des Papiers zur Folge haben. Die Praxiserfahrungen zeigen beim gegenwärtigen Stand der Papieranfaserung in den Grenzzonen differenzierte Festigkeiten. Daraus resultiert eine begrenzte mechanische Belastbarkeit. Außerdem bilden sich die für die Anfaserung erforderlichen Wasserstoffbrücken nur bei frisch gemahlenen Stoffen und nur bei entsprechender Annäherung der bindungsfähigen Zonen aus. Im Original liegen die Fasern jedoch nur in einer gealterten Form, sozusagen verhornt vor. Dieser Zustand kann nicht in die notwendige bindungsfähige Form überführt werden, denn am Original kann kein Vorgang erfolgen, der mit der Mahlung der Fasern vergleichbar ist. Bei alten Papieren, die vor der Einführung des Holländers hergestellt wurden, wirkt dieser Umstand erschwerend auf die erneute Wasserstoffbrückenbildung zwischen Original und Anguss ein. Liegen holzschliffhaltige Papiere vor, wird die Wasserstoffbrückenbildung durch die Ligninhülle der Fasern behindert.